# École centrale de Lille
Fundada el 1854, l'École Centrale de Lille, també anomenada EC-Lille, és una grande école d'enginyeria de França. Està situada a la ciutat de Lilla i inclou el Campus Université Lille - Nord de France i la Cité Scientifique de Villeneuve-d'Ascq.
L'École Centrale de Lille és un establiment públic d'ensenyament superior i de recerca tècnica.
L'escola lliura els títols següents:
- Diploma d'enginyer de l'École Centrale de Lille (Màstere Ingénieur Centralien de Lille)
- Diploma de màster de recerca i doctorat
- Mastère spécialisé
- MOOC.[1]

## Admissió i escolaritat
L'ingrés a l'École Centrale de Lille es fa per: 
- concurs Centrale-Supélec (estudiants francesos)
- xarxa TIME (Top Industrial Managers for Europe) (estudiants europeus)
- programa europeu Erasmus (estudiants europeus).

La majoria dels estudiants francesos són admesos després de dos o tres anys de classes preparatòries. Aquests dos anys equivalen als dos primers anys d'estudis universitaris, en què s'estudia a fons, sobretot, Matemàtiques i Física.
A més a més, un nombre important d'estudiants prové de les millors universitats internacionals que pertanyen a la xarxa TIME (Top Industrial Managers for Europe).

## Estudis de l'École Centrale de Lille
L'École Centrale de Lille pertany al grup francès d'écoles centrales, juntament amb l'École Centrale de Lyon, l'École Centrale de Nantes, l'École Centrale de Marseille, l'École Centrale de Paris i l'Escola Central de Pequín.
El programa del conjunt d'écoles centrales és el programa principal de l'École Centrale de Lille.
La particularitat és que es pretén que els estudiants tinguin coneixements en camps de l'enginyeria tan diversos com poden ser mecànica, enginyeria elèctrica, física, química, materials, mecànica dels fluids, matemàtiques, enginyeria civil, telecomunicacions i informàtica.

## Relacions internacionals
L'École Centrale de Lille participa en un programa europeu d'intercanvi d'alumnes amb els centres següents: 
- Universitat Politècnica de Catalunya:
  - ETSEIB - Escola Tècnica Superior d'Enginyeria Industrial de Barcelona
  - Telecom BCN - Escola Tècnica Superior d'Enginyeria de Telecomunicacions de Barcelona
- Universitat Politècnica de València
  - Escola Tècnica Superior d'Enginyeria del Disseny.